# Словарь топонимов Армении и прилегающих областей
Словарь топонимов Армении и прилегающих областей (арм. Հայաստանի և հարակից շրջանների տեղանունների բառարան) — энциклопедическое издание, вышедшее в 1986—2001 годах на армянском языке. Словарь описывает 136 тысяч топонимов Армении и прилегающих регионов Турции и Азербайджана.
Состоит из 5 томов:
- Т. Х. Акопян[арм.], С. Т. Мелик-Бахшян, О. Х. Барсегян[арм.]. Словарь топонимов Армении и прилегающих областей — Ереван: Изд-во Ереванского университета, 1986. — Т. 1 (Ա—Դ). — 992 с.
- <…>, 1988. — Т. 2 (Դ—Կ). — 992 с.
- <…>, 1991. — Т. 3 (Կ—Չ). — 992 с.
- <…>, 1998. — Т. 4 (Պ—Տ). — 804 с.
- <…>, 2001. — Т. 5 (Տ—Ֆ). — 916 с.

Словарь был выпущен под эгидой Центром арменоведческих исследований Ереванского государственного университета (ныне Институт арменоведческих исследований ЕГУ) и напечатан в издательстве ЕГУ.
Авторы — доктор исторических наук, профессор Т. Х. Акопян, доктор исторических наук, профессор С. Т. Мелик-Бахшян и доктор филологических наук, профессор О. Х. Барсегян. Первые двое авторов умерли в ходе подготовки словаря, из-за чего словарь был завершён Барсегяном в одиночку.
В создании словаря приняли участие действительные члены Академии наук Армянской ССР Мкртич Нерсисян, Сергей Амбарцумян, Норайр Аракелян и Радик Мартиросян.
Руководство Академии наук Армянской ССР предлагало описывать только топонимы самой Армянской ССР, но создатели словаря расширили его тематику, включив также прилегающие области соседних стран.
Создание словаря было профинансировано Фондом Галуста Гюльбенкяна.